# Червоний Дар (Червенський район)
Червоний Дар (біл. вёска Красны Дар) — село в складі Червенського району Мінської області, Білорусь. Село підпорядковане Рованичівській сільській раді, розташоване в центральній частині області.